# Guardiola de Berguedá
Guardiola de Berguedá o Guardiola de Berga (oficialmente y en catalán: Guardiola de Berguedà) es un municipio de Cataluña, España. Perteneciente a la provincia de Barcelona, en la comarca del Bergadá. Incluye los núcleos de Guardiola y les Cases Noves del Collet.

## Historia
El castillo de Guardiola perteneció al Monasterio de San Lorenzo de Bagá hasta 1327, cuando fue incorporado a la corona. El monasterio se reservó una parte de las tierras. En 1364 la parte del castillo que pertenecía a la corona fue vendida a la universidad de Berga mientras que la parte del cenobio se vendió en 1365 a Arnau de Pinós, lo que provocó diversas disputas entre ambos propietarios. Según parece, el cardenal Richelieu ordenó la destrucción del castillo en 1642.

## Demografía
Guardiola de Berguedá cuenta con una población de 953 habitantes (INE 2024).
| Gráfica de evolución demográfica de Guardiola de Berguedá entre 1842 y 2021 |
| |
| Población de derecho según los censos de población del INE. Población de hecho según los censos de población del INE.En estos censos se denominaba Guardiola de Berga: 1842, 1950, 1960, 1970 y 1981. Entre el censo de 2001 y el anterior, disminuye el término del municipio porque independiza a Sant Juliá de Cerdanyola. Entre el censo de 1950 y el anterior, aparece este municipio porque se fusionan los municipios Brocá con San Julián de Cerdanyola. Entre el censo de 1857 y el anterior, este municipio desaparece porque se integra en el municipio San Julián de Cerdanyola. |

## Economía
Debido a la orografía del terreno, muy escarpado, hay poca actividad agrícola. Los principales cultivos son cereales y patatas. 
Durante muchos años, la principal actividad fue la minería ya que el término contaba con una mina de carbón. La explotación cerró en 1991.

## Cultura
El edificio más importante de todo el término municipal es el monasterio de San Lorenzo. Se encuentra documentado desde 898 y se conserva en buen estado gracias a las diversas reformas realizadas.
La iglesia parroquial de Guardiola de Berga es de construcción reciente (1959). Es de estilo neorrománico y consta de tres naves. En el despoblado de Brocà se encuentra la antigua iglesia parroquial de San Ginés de Gavarrós. Se trata de un edificio románico de nave única en cuya cabecera se encuentra un ábside en forma de semicírculo. Durante unas reformas realizadas en el siglo XVIII se le añadieron la sacristía y una capilla. Tiene anexo un campanario de base cuadrada.
La iglesia de San Clemente de Vallcebre es también románica y de una sola nave. Tiene un ábside semicircular y la cubierta es de bóveda de cuarto de esfera. Al lado del templo se encuentra una fortaleza del siglo XV. De estilo gótico, consta de una torre de tres pisos y un cuerpo de forma rectangular. En el siglo XVIII la fortaleza quedó integrada en una masía.
La iglesia de Sant Andreu de Gréixer está documentada en 871. Es de nave única y la cubierta es de bóveda de medio punto. El ábside tiene cubierta de bóveda de cuarto de esfera. La iglesia formó parte de las posesiones del monasterio de Ripoll. En el núcleo de Gréixer se encuentra el Hospitalet de Roca-sança. Se trata de una antigua casa de hospedaje y hospital, documentado en 1279. Se conserva una pequeña iglesia románica de nave única con cubierta de bóveda de cañón. El ábside es semicircular y se encuentra restaurado. Actualmente es un santuario mariano.
Guardiola de Berguedá celebra su fiesta mayor en el mes de agosto. En los meses de septiembre y octubre tiene lugar la feria de la seta.